# Aetideopsis orientalis
Aetideopsis orientalis is een eenoogkreeftjessoort uit de familie van de Aetideidae. De wetenschappelijke naam van de soort is voor het eerst geldig gepubliceerd in 1965 door Tanaka.